# آبانتیس بهشتی
آبانتیس بهشتی (نام علمی: Abantis arctomarginata) نام یک گونه از زیرخانواده جهنده گسترده‌بالان است. ابن گونه در کشورهای تانزانیا و مالاوی رویت شده است.